# Chamobates depauperatus
Chamobates depauperatus är en kvalsterart som först beskrevs av Berlese 1886.  Chamobates depauperatus ingår i släktet Chamobates och familjen Chamobatidae. Inga underarter finns listade i Catalogue of Life.